# فيرونيكا ريان
فيرونيكا ريان (بالإنجليزية: Veronica Ryan)‏ هي رسامة بريطانية، ولدت في 1956 في بليموث في المملكة المتحدة.